# Microscopi de comparació

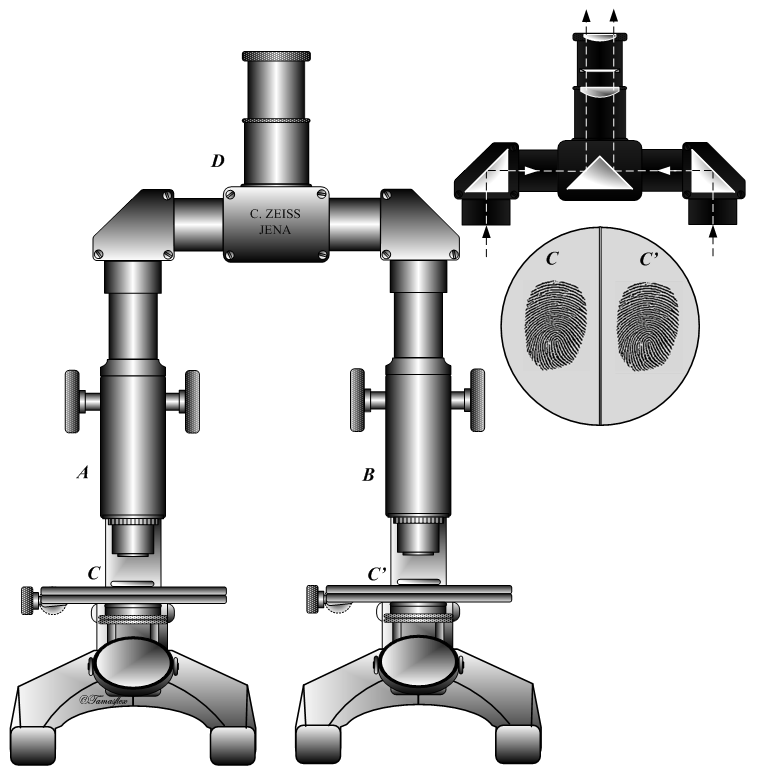
En un microscopi de comparació, dos microscopis idèntics estan connectats a un únic ocular de comparació. L'espectador veu les imatges dels dos microscopis l'una al costat de l'altre, com a la imatge inserida.

Un microscopi de comparació és un dispositiu utilitzat per analitzar mostres una al costat de l'altra. Consisteix en dos microscopis connectats per un pont òptic, el que resulta en una finestra de vista dividida que permet veure dos objectes separats simultàniament. Això evita que l'observador hagi de confiar en la memòria quan compara dos objectes sota un microscopi convencional.

## Història
Un dels primers prototips d'un microscopi de comparació es va desenvolupar el 1913 a Alemanya.
El 1929, utilitzant un microscopi de comparació adaptat per a la balística forense, Calvin Goddard i el seu soci Phillip Gravelle van poder descartar el departament de policia de Chicago de la participació en la massacre del dia de Sant Valentí.

### Col. Calvin H. Goddard
Philip O. Gravelle, químic, va desenvolupar un microscopi de comparació per utilitzar-lo en la identificació de bales disparades i cartutxos amb el suport i la guia del pioner de la balística forense Calvin Goddard. Va ser un avenç significatiu en la ciència de la identificació d'armes de foc en la ciència forense. L'arma de foc des de la qual s'ha disparat una bala o una bossa de cartutx s'identifica mitjançant la comparació de les estries úniques que queden a la bala o la bossa del cartutx del metall desgastat i mecanitzat del canó, el bloc de bretxa, l'extractor o el percutor de l'arma. Va ser Gravelle qui desconfiava de la seva memòria. "Mentre pogués inspeccionar només una bala a la vegada amb el seu microscopi i n'hagués de conservar la imatge a la memòria fins que col·loqués la bala de comparació sota el microscopi, no es podria aconseguir la precisió científica. Per tant, va desenvolupar el microscopi de comparació i Goddard el va fer funcionar". Calvin Goddard va perfeccionar el microscopi de comparació i posteriorment va popularitzar el seu ús. Sir Sydney Smith també va apreciar la idea, destacant la seva importància en la ciència forense i la identificació d'armes de foc. Va portar el microscopi de comparació a Escòcia i el va presentar als científics europeus per a la identificació d'armes de foc i altres necessitats de ciència forense.

## Microscopi de comparació modern
L'instrument modern té molts perfeccionaments òptics, mecànics i electrònics, com ara il·luminació de fibra òptica, capacitats de vídeo, imatge digital, exposició automàtica per a fotografia convencional, etc. Malgrat aquesta evolució, però, les eines i tècniques bàsiques s'han mantingut sense canvis que són determinar si els components de la munició van ser disparats o no amb una sola arma de foc en funció de característiques microscòpiques i de classe úniques i reproduïbles, o arribar a un resultat "sense conclusió" si és insuficient. les marques estan presents.
Atès que la identificació balística s'ha beneficiat d'una llarga sèrie d'avenços estructurals, científics i tecnològics, les forces de l'ordre han establert laboratoris forenses i els investigadors han après molt més sobre com combinar bales i estoigs de cartutxos amb les armes que s'utilitzen per disparar i microscopis de comparació. s'han tornat més sofisticats. A finals de la dècada de 1980, la identificació balística era una subespecialitat establerta de la ciència forense.
També s'han desenvolupat eines de visualització per permetre a l'examinador d'armes de foc verificar el grau de similitud entre dues marques d'eina en qüestió. Aquests estan dissenyats per simular el funcionament del microscopi de comparació, però són capaços de representar una visió 2D de les superfícies 3D d'una manera similar a la del microscopi de comparació convencional.

## Balística forense
La prevalença del crim relacionat amb les armes de mà als Estats Units en comparació amb la majoria dels altres països desenvolupats va donar l'impuls per al desenvolupament del microscopi de comparació. Com amb la majoria de les armes de foc, els components de la munició disparats poden adquirir suficients marques microscòpiques úniques i reproduïbles per ser identificables com a disparats per una sola arma de foc. Fer aquestes comparacions es coneix correctament com a identificació d'armes de foc, o de vegades s'anomena "balística".
Històricament, i actualment, aquesta disciplina forense requereix, en última instància, una comparació microscòpica una al costat de l'altra de bales disparades o estoigs de cartutxos, un parell a la vegada, per part d'un examinador forense per confirmar o eliminar els dos elements com a disparats per una sola arma de foc.. Amb aquesta finalitat, l'eina tradicional de l'examinador d'armes de foc ha estat el que sovint s'anomena microscopi de comparació balística.
L'interior del canó d'una pistola està mecanitzat per tenir solcs (anomenades estriades) que obliguen la bala a girar mentre viatja per ella. Aquests solcs i el seu homòleg, anomenats "terres", imprimeixen solcs i impressions a la superfície de la bala. Juntament amb aquestes impressions de terra i solc, les imperfeccions de la superfície del canó es transfereixen incidentalment a la superfície de la bala. Com que aquestes imperfeccions es generen aleatòriament, durant la fabricació o per l'ús, són úniques per a cada bóta. Aquests patrons o imperfeccions, per tant, equivalen a una "signatura" que cada canó imprimeix a cadascuna de les bales disparades a través d'ell. És aquesta "signatura" a les bales impartides a causa de les imperfeccions úniques del canó la que permet validar i identificar les bales com a originàries d'una arma en particular. El microscopi de comparació s'utilitza per analitzar la concordança de les impressions microscòpiques que es troben a la superfície de bales i carcasses.
Quan es recupera una arma de foc, una bala o una caixa de cartutx d'una escena del crim, els examinadors forenses comparen l'empremta digital balística de la bala o la caixa de cartutx recuperada amb l'empremta balística d'una segona bala o caixa de cartutxos disparada amb l'arma de foc recuperada. Si l'empremta balística de la bala o del cartutx de prova coincideix amb l'empremta balística de la bala o del cartutx recuperat, els investigadors saben que la bala o el cartutx recuperats també es van disparar des de l'arma recuperada. Un enllaç confirmat entre una arma de foc específica i una caixa de bala o cartutx recuperada d'una escena del crim constitueix una pista valuosa, ja que els investigadors poden ser capaços de connectar l'arma de foc a una persona, que després pot convertir-se en un sospitós o en una font d'informació útil per la investigació.

## Casos notables

### Cas Sacco i Vanzetti
L'innovador forense Calvin Goddard va oferir proves d'identificació balística el 1921 per ajudar a assegurar les condemnes dels acusats d'assassinat i anarquistes Nicola Sacco i Bartolomeo Vanzetti. El 8 d'abril de 1927, Sacco i Vanzetti van ser finalment condemnats a mort a la cadira elèctrica. Va sorgir un clam a tot el món i el governador Alvin T. Fuller finalment va acceptar ajornar les execucions i crear un comitè per reconsiderar el cas. En aquest moment, l'examen de les armes de foc havia millorat considerablement, i ara se sabia que una pistola semiautomàtica es podia localitzar per diversos mètodes diferents si es recuperaven tant la bala com la carcassa de l'escena. Les pistoles automàtiques ara es podien localitzar mitjançant marques úniques de la estriada a la bala, per sagnacions del percutor a la imprimació disparada o per marques úniques d'ejector i extractor a la carcassa. El comitè designat per revisar el cas va utilitzar els serveis de Calvin Goddard el 1927. Goddard va utilitzar el microscopi de comparació i l'helixòmetre recentment inventats de Philip Gravelle, una sonda de lupa buida i il·luminada que s'utilitzava per inspeccionar els canons de les armes, per fer un examen del .32 Colt de Sacco, la bala que va matar Berardelli i les carcasses gastades recuperades de l'escena del crim.. En presència d'un dels experts de la defensa, va disparar una bala de l'arma de Sacco a un bocí de cotó i després va posar la carcassa expulsada al microscopi de comparació al costat de les carcasses trobades al lloc dels fets. Després els va mirar amb atenció. Les dues primeres carcasses del robatori no coincidien amb l'arma de Sacco, però la tercera sí. Fins i tot l'expert en defensa va coincidir que els dos cartutxos havien estat disparats amb la mateixa pistola. El segon expert en defensa original també hi va estar d'acord. El comitè va confirmar les condemnes. L'octubre de 1961 es van realitzar proves balístiques amb tecnologia millorada utilitzant l'automàtic Colt de Sacco. Els resultats van confirmar que la bala que va matar la víctima, Berardelli l'any 1920, provenia del mateix .32 Colt Auto extret de la pistola en poder de Sacco. Investigacions posteriors el 1983 també van donar suport a les troballes de Goddard.

### Massacre de Sant Valentí
El coronel Goddard va ser l'expert forense clau per resoldre la massacre del dia de Sant Valentí de 1929 en què set gàngsters van ser assassinats per mafiosos rivals d'Al Capone vestits com a policies de Chicago. També va conduir a l'establiment del primer laboratori criminològic independent dels Estats Units, que estava situat a la Northwestern University i dirigit per Goddard. En aquest nou laboratori, la balística, la presa d'empremtes dactilars, l'anàlisi de sang i les proves de rastres es van posar sota un mateix sostre. El 1929, utilitzant un microscopi de comparació adaptat per a la comparació balística pel seu soci, Phillip Gravelle, Goddard va utilitzar tècniques similars per absoldre el Departament de Policia de Chicago de la participació en la massacre del dia de Sant Valentí. El cas de Sacco i Vanzetti, que va tenir lloc a Bridgewater, Massachusetts, és l'encarregat de popularitzar l'ús del microscopi de comparació per a la comparació de bales. Les conclusions de l'expert forense Calvin Goddard es van confirmar quan es van tornar a examinar les proves el 1961.